# Yago, pasión morena
Yago, pasión morena è una telenovela argentina diretta da Federico Palazzo, prodotta da Telefe e trasmessa dal 14 maggio 2001 al 4 gennaio 2002 sul canale argentino Telefe.
Ha come protagonisti Facundo Arana e Gianella Neyra e come antagonista principale Romina Gaetani. La serie è basata su di un libro di Ricardo Rodríguez.

## Trama
Yago è un ragazzo giovane, attraente e selvaggio. Dopo la morte dei genitori, fu cresciuto in una foresta nella zona delle Cascate dell'Iguazú da un uomo che gli ha insegnato come sopravvivere, essere forte e affrontare qualsiasi difficoltà. Ma nello stesso tempo Yago è sincero e leale, e non conosce la cattiveria umana. La sua fidanzata è stata morsa da un serpente ed è morta. Dopo questa tragedia Yago ha deciso di non innamorarsi più perché l'amore può essere troppo doloroso quando si perde per qualsiasi ragione. Ma non si può dare ordini al cuore.
Morena è una ragazza moderna, bella e intelligente che vive nella grande città di Buenos Aires, e un giorno decide di viaggiare nella selva delle Cascate dell'Iguazú per dimenticare il tradimento del suo fidanzato. È decisa di non amare mai più per non sentire lo stesso insopportabile dolore. Ma non si può dare ordini al cuore.
Nella selva Yago e Morena si conoscono e sentono un'attrazione fortissima. Ma sono molto diversi e la loro relazione sembra impossibile.
Morena torna a Buenos Aires dove ha ottenuto un lavoro nell'impresa della famiglia Sirenio. Nello stesso tempo Yago viene a sapere che l'uomo che l'ha cresciuto non è il suo vero padre, ma che lui fa parte della famiglia Sirenio ed è erede della loro mitica fortuna. Yago e Morena si incontrano di nuovo e scoprono che non possono più ignorare il loro amore. Ma le differenze sociali non saranno gli unici ostacoli fra loro. C'e anche la famiglia Sirenio e Aldo, il cattivissimo zio di Yago, che farà tutto per non condividere la fortuna con lui.

## Personaggi e interpreti

### Principali
- Yago Sirenio, interpretato da Facundo Arana:
Uomo di 28 anni che vive in una capanna poco accessibile della giungla. Qui ogni giorno, colleziona erba, tabacco e riso. Egli aiuta a salvare gli animali in pericolo, spegnere gli incendi e a scoprire i casi di bracconaggio. Figlio di Franco e Victoria. Innamorato della sua Morena.[3][4]
- Morena Gallardo, interpretata da Gianella Neyra:
Morena ha 28 anni, usa spesso alcuni dispositivi elettronici come il cellulare o il computer. È peruviana e si crede che sia figlia di Mario Gallardo, un imprenditore e Mercedes Trueba; anche se si scoprirà che il padre reale è Roberto Cárdenas. Ha frequentato gli studi in Perù fino a che si è laureata in pubbliche relazione a New York. Mentre studiava nella città statunitense, è diventata molto amica di Laura. Innamorata di Yago e diventerà il suo amore[3][4]
- Casandra, interpretata da Romina Gaetani:
Ha 30 anni, ella farà di tutto per rovinare il rapporto tra Morena e Yago e ostacolerà Morena perché ama Yago[3][4].

### Famiglia Sirenio
Oltre a Yago, la famiglia è formata da:
- Franco Sirenio, interpretato da Juan Carlos Dual:
Padre di Yago, ha circa 50 anni. La famiglia lo crede morto a causa di un incidente, causato da Aldo, in una delle sue società. In realtà, Franco vive da 28 anni come un mendicante; non ricordando niente del suo passato. Per quelli che lo conoscono, si chiama "llamita" e quando si presenta a casa Sirenio per chiedere l'elemosina, diventa il giardiniere; ma nessuno lo riconosce.[3][4]
- Aldo Sirenio, interpretato da Norberto Díaz:
È il cattivo della famiglia: senza scrupoli e porta interesse solo per i soldi. Egli ha ucciso Victoria, con la collaborazione di Roberto, il giardiniere, poiché Aldo era innamorato della madre di Yago ma non era ricambiato.[3][4]
- Elena, interpretata da Mónica Gazpio:
Moglie di Aldo, ha 40 anni. Conosce la verità sulla morte di Victoria, all'insaputa del marito.[3][4]
- Mateo Sirenio, interpretato da Gastón Soffritti:
Ha 8 anni, è figlio di Aldo e Elena. Quando conoscerà Yago, avrà un ottimo rapporto con quest'ultimo.[3][4]
- Lucio Sirenio, interpretato da Daniel Miglioranza:
Ha 40 anni, è segretamente sposato con Casandra.[3][4]

### Famiglia Trueba
- Mercedes, interpretata da Cecilia Maresca:
Ha 48 anni, è la madre di Morena. Poco dopo la gravidanza è scappata in Perù, dove incontra Mario Gallardo, che sposa e dà il nome alla bambina. Dopo un paio di anni, si trasferisce a Buenos Aires.[3][4]
- Adolfo, interpretato da José Palomino:
Ha 70 anni, è il nonno di Morena e maggiordomo di casa Sirenio. È un caro amico di Roberto.[3][4]

### Altri personaggi
- Roberto Cárdenas, interpretato da Mario Alarcón:
 Il giardiniere della famiglia Sirenio quando Aldo uccise Victoria. Ha accettato di prendersi la colpa dell'omicidio di quest'ultima poiché stava per essere decapitato da due capitalisti. In realtà, è il padre di Morena.[3][4]
- Celso, interpretato da Marcelo Cosentino: 
 Amico di Yago, si innamora di Laura.[3][4]
- Laura, interpretata da Ximena Fassi:
 Amica di Morena, conosciuta mentre frequentava l'Università di New York.[3][4]

## Produzione
La telenovela è stata annunciata qualche mese prima della messa in onda. Nel cast era stato presentato anche l'attore Arturo Maly che, a causa di una malattia e della sua successiva morte, è stato rimpiazzato poco prima di iniziare le riprese da Norberto Díaz. Un ruolo era stato proposto anche all'attrice Nancy Dupláa, ma rifiutò per partecipare ad uno sceneggiato di Adrián Suar.
Per la scelta di alcuni attori si sono svolti alcuni casting, tra cui nella provincia di Misiones, dove furono scelti gli attori Liliana Ortega e César Bernal. La serie è stata girata nella capitale Buenos Aires e anche nella provincia di Misiones con alcune scene al Parco nazionale dell'Iguazú. Per il personaggio, Arana ha dovuto subire alcuni cambiamenti per interpretare il ruolo di un uomo della giungla. Le riprese sono iniziate all'inizio del 2001 e si sono concluse a fine dello stesso anno.
È stata trasmessa dal 14 maggio 2001 su Telefe, sostituendo la telenovela Luna salvaje. Nelle sue prime puntate ha raggiunte punte di 20% di rating, mantenendolo anche per il resto delle puntate e qualificandosi come uno dei programmi con maggior rating di quei tempi nel canale.

## Media

### Edizioni in DVD
In patria, lo sceneggiato è stato messo in commercio anche in DVD, diviso in 33 pubblicazioni. Anche in altri paesi è stato venduto tramite questo canale.

### Musica
Nella trasmissione su Telefe, la musica della sigla è stata composta da Facundo Arana e Octavio Stampalia, invece il testo e il canto è solamente di Arana. Nel 2005, quando fu replicata dallo stesso canale, fu utilizzata invece la canzone "Loco por Ti" di Manuel Wirzt.

### Accoglienza
La serie ha ricevuto recensioni positive da parte dei critici. È stata valutata "buona" dal giornalista del quotidiano La Nación Marcelo Stiletano, affermando che: "[la serie], molto probabilmente non passerà alla storia, ma soddisfa l'essenza del genere e ha ricevuto subito un considerabile punteggio di audience".

## Adattamenti
La serie è stata venduta in oltre 25 paesi in tre anni. Dallo sceneggiato sono stati creati alcune versioni locali in altri paesi:
- Messico, con il titolo Pasión Morena, è stata prodotta da TV Azteca con la collaborazione di Telefe nel 2009. Ha come protagonisti Paola Núñez e Víctor González. Rispetto alla versione originale, ha raggiunto un basso punteggio di rating.
- Venezuela, con il titolo Morena Tropical, è stata prodotta da Venevisión nel 2011.

Il format è stato venduto anche in Malaysia.

## Premi e riconoscimenti
- 2001 - Premio Martín Fierro[20]
  - Vinto - Miglior telenovela.
  - Vinto - Miglior attore a Facundo Arana.
- 2001 - Premio Clarín
  - Vinto - Miglior telenovela.[21]
  - Vinto - Rivelazione femminile a Romina Gaetani.[21]

## Distribuzioni internazionali
| Paese                | Canale/i                |
| -------------------- | ----------------------- |
| Argentina            | Telefe                  |
| Grecia               | Alter Channel           |
| Paraguay             | Canal 13                |
| Ungheria             | TV2, Story TV, Írisz TV |
| Serbia               | canali locali           |
| Panama               | RCM Television          |
| Russia               | REN-TV                  |
| Bosnia ed Erzegovina | BHT 1                   |
| Slovacchia           | Markíza                 |
| Perù                 | Frecuencia Latina       |
| Stati Uniti          | WJAN-CD                 |
| Bulgaria             | Evrocom                 |
| El Salvador          | Canal 15 ESTV           |
| Spagna               |                         |
| Honduras             |                         |
| Indonesia            |                         |
| Lituania             |                         |
| Nicaragua            |                         |
| Venezuela            |                         |
| Turchia              |                         |
| Porto Rico           |                         |
| Rep. Ceca            |                         |
| Serbia e Montenegro  | TV Košava               |
| Israele              | VIVA                    |